# Vaani Kapoor
Vaani Kapoor (Deli, 23 de agosto de 1988) é uma modelo e atriz indiana. Kapoor obteve um bacharelado pela Indira Gandhi National Open University e fez estágio no Oberoi Hotels & Resorts. Após o término do estágio, ela trabalhou como modelo pela agência Elite Model Management. Durante seu trabalho como modelo, Kapoor foi aprovada em um teste para atuar na série indiana Specials @ 10 da Sony. Posteriormente, ela assinou um contrato como atriz para três filmes da Yash Raj Films.

## Biografia
O pai de Kapoor é um empresário de exportação de móveis e sua mãe é uma professora voltada ao marketing executivo. Ela cursou a escola pública de Mata Jai Kaur, Nova Deli. Mais tarde, matriculou-se na Indira Gandhi National Open University, completando um diploma de bacharel em estudos de turismo, após os estudos, conseguiu um estágio no Oberoi Hotels & Resorts e trabalho em ITC Hotel. Posteriormente, assinou um contrato como modelo na agência Elite Model Management.

## Carreira

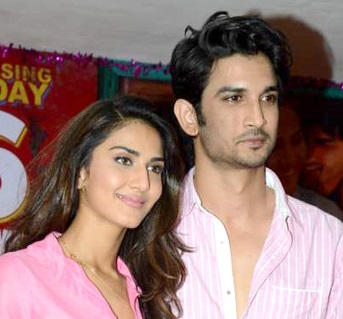
Kapoor com Sushant Singh Rajput no lançamento da canção "Gulabi" do filme Shuddh Desi Romance.

Kapoor estreou na televisão em 2009 com a série Specials @ 10, que foi ao ar na Sony TV. A série foi dirigida por vários diretores, Kapoor desempenhou o papel principal, uma senhorita chamada Rajuben no segmento de mesmo nome apresentdo por Anurag Kashyap. Posteriormente, ela assinou um contrato de atriz para três filmes da Yash Raj Films. Kapoor foi selecionada através de uma audição para desempenhar um papel de apoio na comédia romântica Shuddh Desi Romance, juntamente com Sushant Singh Rajput e Parineeti Chopra. O filme, que aborda o tema união estável, recebeu críticas positivas, inclusive a interpretação de Kapoor foi elogiada. Mohar Basu do Koimoi escreveu que Kapoor teve "uma estreia agradável, apesar de não ser uma atriz poderosa." Enquanto, Madhureeta Mukherjee do The Times of India achou que Kapoor foi "impressionante, bonita e comandou uma boa presença na tela." Shuddh Desi Romance arrecadou ₹ 46 crore (6,8 milhões de dólares) na bilheteria doméstica e se tornou um sucesso comercial. Em 2014, a atriz conquistou um Filmfare Awards na categoria melhor estreia feminina.
Seu próximo papel foi na comédia romântica Aaha Kalyanam, um remake oficial de Band Baaja Baaraat (2010). Segundo a bilheteria da Índia, o filme foi um médio sucesso.
Em 2016, Kapoor aparecerá no drama romântico Befikre de Aditya Chopra, contracenando com Ranveer Singh. O filme, ambientado em Paris, será lançado em 9 de dezembro de 2016. O trailer do filme foi revelado em 10 de outubro de 2016.

## Filmografia
| Ano  | Título              | Papel               |
| ---- | ------------------- | ------------------- |
| 2013 | Shuddh Desi Romance | Tara                |
| 2014 | Aaha Kalyanam       | Shruthi Subramaniam |
| 2016 | Befikre             | Shyra               |

## Prêmios e indicações
| Ano  | Filmes              | Premiação                                | Categoria                                  | Resultado | Ref    |
| ---- | ------------------- | ---------------------------------------- | ------------------------------------------ | --------- | ------ |
| 2013 | Shuddh Desi Romance | BIG Star Entertainment Awards            | Estreia mais divertida do filme (Feminino) | Venceu    | [ 10 ] |
| 2014 | Shuddh Desi Romance | Filmfare Award                           | Melhor estreia feminina                    | Venceu    | [ 7 ]  |
| 2014 | Shuddh Desi Romance | International Indian Film Academy Awards | Estreia do ano (Feminino)                  | Venceu    | [ 11 ] |
| 2014 | Shuddh Desi Romance | Screen Awards                            | Melhor estreia feminina                    | Indicado  | [ 12 ] |
| 2014 | Shuddh Desi Romance | Star Guild Awards                        | Melhor estreia feminina                    | Venceu    | [ 13 ] |
| 2014 | Shuddh Desi Romance | Zee Cine Awards                          | Melhor estreia feminina                    | Venceu    | [ 14 ] |
| 2014 | Shuddh Desi Romance | Zee Cine Awards                          | Melhor atriz coadjuvante                   | Indicado  | [ 15 ] |